# Saliguma
Saliguma is een bestuurslaag in het regentschap Kepulauan Mentawai van de provincie West-Sumatra, Indonesië. Saliguma telt 2172 inwoners (volkstelling 2010).